# اکتور ارناندس (بازیکن فوتبال، زاده ۱۹۹۱)
اکتور ارناندس (اسپانیایی: Héctor Hernández‎؛ زادهٔ ۲۳ مهٔ ۱۹۹۱) بازیکن فوتبال اهل اسپانیا است.
از باشگاه‌هایی که در آن بازی کرده‌است می‌توان به باشگاه فوتبال رئال ساراگوسا و باشگاه فوتبال رئال سوسیداد اشاره کرد.